# Christoph Zanon
Christoph Zanon (* 12. März 1951 in Lienz; † 17. Dezember 1997) war ein österreichischer Autor und Gymnasiallehrer.

## Leben
Christoph Zanon wurde am 12. März 1951 als Sohn des Fridolin und der Elisabeth Zanon in Lienz in Osttirol geboren. Zanon wuchs mit sieben Geschwistern in Leisach auf. Nach seinem Schulabschluss im Jahr 1970 und der Absolvierung des Wehrdienstes begann Zanon zunächst das Studium der Bautechnik an der Universität Innsbruck. Seiner Berufung zur Literatur folgend wechselte Zanon zum Studium der Fächer Germanistik und Latein. 1975 heiratete Zanon seine Frau Olga, geb. Gander, Lehrerin für zeichnerische Bildung, Deutsch und Englisch. Der Ehe entstammen vier Kinder. 
1980 nahm Zanon seine Lehrtätigkeit am Gymnasium in Lienz auf, wo er bis zu seinem Tode am 17. Dezember 1997 in den Fächern Deutsch und Latein unterrichtete. 
Zanons schriftstellerische Laufbahn begann in den Jugendjahren mit Aufzeichnungen in Tagebüchern. Seine erste Veröffentlichung Am Fluß erschien 1980 in der Tiroler Kulturzeitschrift Das Fenster. In den Folgejahren erschienen zahlreiche Gedichte und Prosatexte Zanons in Kulturzeitschriften wie Thurntaler, Wort im Gebirge, Erlesene Zeit, Brachland, in der Kleine Zeitung und in der Tiroler Tageszeitung. 1984 erschien sein erstes Werk, Wie der Tag lang ist. Doch erst mit Die blaue Leiter und Schattenkampf war Zanon auch außerhalb seiner Heimat Osttirol erfolgreich. 1988 gründete Zanon gemeinsam mit Heli Gander, Oswald Blassnig, Uwe Ladstädter und Josef Pedarnig die Lienzer Wandzeitung, ein Medium für spontane Wortkunst und literarische Alltagskultur.
Seine Werke befassen sich hauptsächlich mit der Heimatsuche, wobei die Pfade den Autor aus der Selbstreflexion in der Urtümlichkeit der Gebirge in die menschlichen Tiefen und Untiefen der Stadtlokale und die futuristisch anmutende Architektur eines phantastischen Turmes führen. Dabei findet Zanons literarisches Schaffen in mannigfacher Gestalt Niederschlag, als Sammlung von Gedichten und Gedankensplittern wie in Am Trödelweg und Wie der Tag lang ist, als Auseinandersetzung mit der eigenen Vergangenheit in In eine traute Gesellschaft oder als Erzählungen im Schattenkampf und in Die blaue Leiter. Zanons Werke sind geprägt von der Übertragung der eigenen Spannungsfelder in die gegensätzliche Welt aus archaischer Landschaft und Gosse der Stadt im Gebirge. Familiäre Idylle und menschliche Abgründe, tradierte und selbsterkorene Heimat sind essentielle Bestandteile seines Schaffens. Als sein einflussreichstes Vorbild nannte Zanon selbst den Schriftsteller Peter Handke.
Zanons literarischer Nachlass wurde 2003 an das Brenner-Archiv, ein Forschungsinstitut der Universität Innsbruck, übergeben. Darunter befinden sich über fünfzig Tage- und Notizbücher, in denen Zanon die Eindrücke seiner Wanderungen durch Tirol beschreibt.
Zanon gilt heute als einer der wichtigsten und bekanntesten Autoren der Osttiroler Literaturszene. Alle zwei Jahre schreibt die Lienzer Wandzeitung den Christoph-Zanon-Literaturpreis aus.
Neben dem Schreiben pflegte Zanon ein Leben lang die Malerei und Bildhauerei. Seine Werke umfassen Skizzen, Radierungen, Zeichnungen und Malereien, wobei sich Zanon unterschiedlicher Ausdrucksmittel wie Ölfarben, Kohlestifte und selbstgemischter Farben aus natürlichen Ingredienzen auf Holz, Papier, Stein und Kunststoff bediente. Seine Skulpturen fertigte Zanon aus Holz und aus Stein, Metall ergänzte mitunter die erschaffenen Körper. Die Umschläge seiner Bücher Die blaue Leiter, Am Trödelweg, In eine traute Gesellschaft und dem postum erschienenen Freude und Abschied sind mit Werken Zanons gestaltet.

## Werke
- Christoph Zanon: Wie der Tag lang ist. Ed. Ropac, Lienz/Salzburg, 1984.
- Christoph Zanon: Die blaue Leiter. Haymon-Verlag, Innsbruck 1988, ISBN 3852180457.
- Christoph Zanon: Schattenkampf. Texte von der Heimat. Haymon-Verlag, Innsbruck 1992, ISBN 3852181119.
- Christoph Zanon: In eine traute Gesellschaft. Edition Bohemia, Graz 1994.
- Christoph Zanon: Auf dem Trödelweg. Verstreutes aus den Jahren 1986–1988. Edition Raetia, Bozen 1997, ISBN 8872831032.
- Christoph Zanon: Freude und Abschied. Eine Geschichte. Wien-Dublin-New York 1999, ISBN 3901953299.
- Franz Klug (Hrsg.): Osttirol. Eine Liebeserklärung. Edition Löwenzahn, Innsbruck 2000, ISBN 3706622319. (Texte von Christoph Zanon mit Fotos von Klaus Dapra)